# Enrique Norten

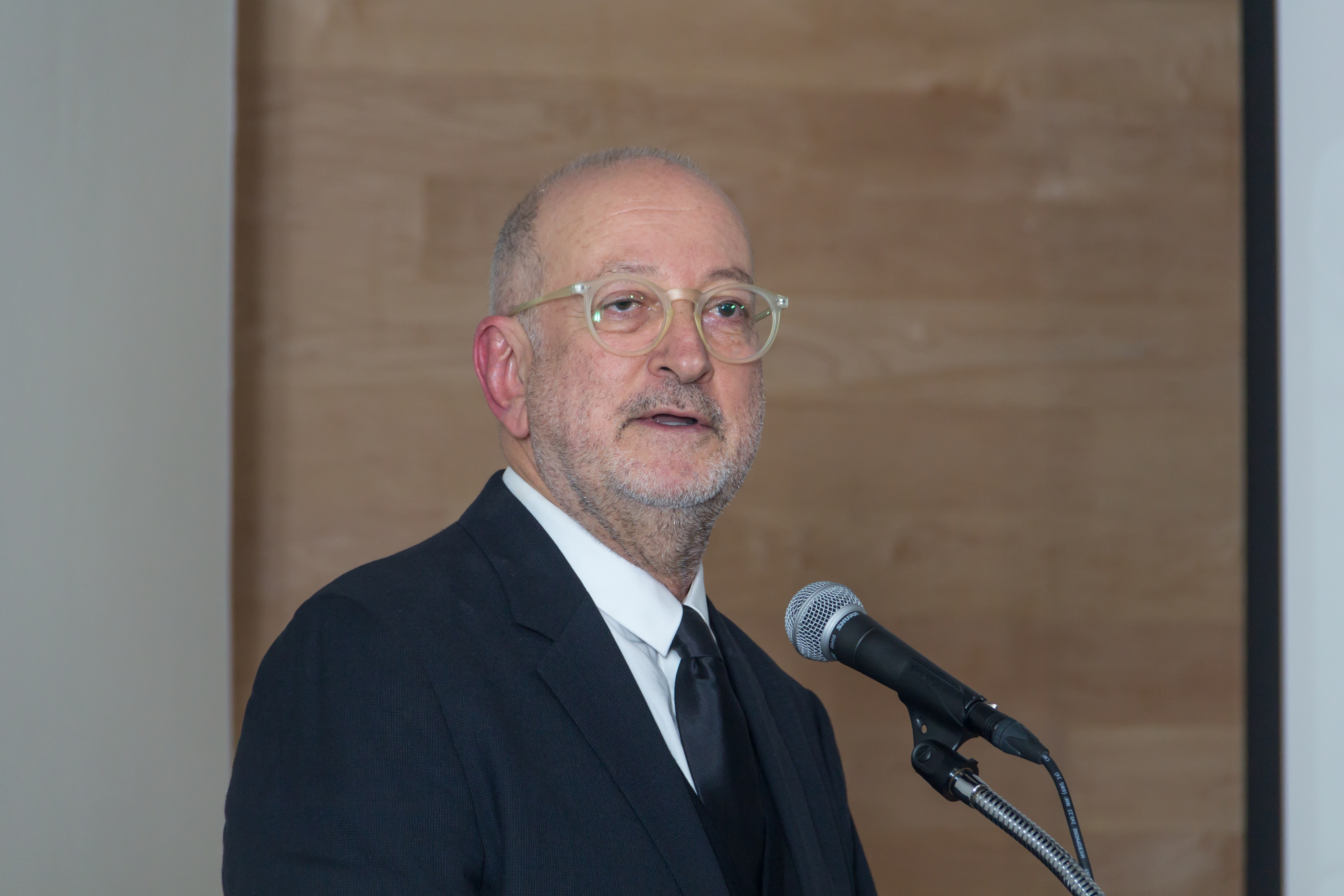
Enrique Norten im Jahr 2018

Enrique Norten (* 1954 in Mexiko-Stadt) ist ein mexikanischer Architekt und Leiter von Taller de Enrique Norten Arquitectos S.C. (TEN Arquitectos).

## Biografie
Norten studierte Architektur an der Universidad Iberoamericana und graduierte dort 1978 mit dem B.A.-Titel. Nach seinem Aufbaustudiengang an der Cornell University in Ithaca erhielt er dort 1980 den M.A.-Grad und arbeitet im Anschluss von 1981 bis 1995 als Teilhaber bei Albin y Norten Arquitectos S.C. seine eigentliche Arbeit als Architekt. 1986 gründete er in Kooperation mit Bernardo Gómez-Pimienta die Taller de Enrique Norten S.C. (TEN), die er heute leitet. Er war Mitbegründer und Redaktionsmitglied der mexikanischen Fachzeitschrift „Arquitectura“.
Norten, der auch Mitglied zahlreicher Jurys und Preisgerichte war, ist unter anderem seit 1999 Ehrenmitglied des American Institute of Architects (AIA), Mitglied im Rat der Deutschen Bank und seit 2000 Mitglied im Sistema Nacional de Creadores de Arte (SNCA).
Er war von 1980 bis 1990 Professor für Architektur an der Universidad Iberoamericana in Mexiko-Stadt und dozierte bereits als Gastprofessor an der Cornell University in Ithaca, der Parsons The New School for Design und dem Pratt Institute in New York City, am SCI-Arc in Los Angeles, an der Rice University in Houston, an der Columbia University und als „Eero Saarinen“-Gastprofessor für architektonisches Design an der Yale School of Architecture in New Haven. Er war Inhaber des „O'Neal Ford“-Lehrstuhls für Architektur an der University of Texas at Austin, „Emil Lorch Professor“ am Lehrstuhl für Architektur der University of Michigan, and the „Elliot Noyes“-Gastdesignkritiker der Harvard University.
Zurzeit ist er Inhaber des „Miller“-Lehrstuhls an der University of Pennsylvania in Philadelphia. Seine Firma TEN Arquitectos betreibt seit 2001 eine Filiale in New York City, wobei 25 Mitarbeiter in Mexiko und 35 in den Vereinigten Staaten arbeiten. Die Firma genießt internationale Anerkennung, ist auf zahlreichen Wettbewerben vertreten und für Projekte ausgezeichnet worden. Unter anderem erhielt TEN Arquitectos im Jahr 2006 einen Ehreneintrag in der Kategorie „Design“ beim Museo Guggenheim de Guadalajara durch das American Institute of Architects.

## Auszeichnungen (Auswahl)
- 1990, 1992, 1994, 1996: Ehrenerwähnung bei der I.-IV. Biennale für mexikanische Architektur
- 1998: 1. Preis beim lateinamerikanischen Mies van der Rohe Award for European Architecture
- 2000: „Creadores Intelectuales“-Stipendium des Consejo Nacional para la Cultura y las Artes (CONACULTA)
- 2003: Goldmedaille der Society of American Registered Architects (SARA)
- 2004: Verdienstzertifkat der Municipal Art Society (MAS), New York
- 2005: „Leonardo-da-Vinci“-Weltkunstpreis des Consejo Cultural Mundial, Mexiko[2]